# Arena zur Vogtlandweide
Die Arena zur Vogtlandweide ist ein Fußballstadion im Westen der sächsischen Stadt Auerbach im Vogtlandkreis. Der Fußballverein VfB Auerbach trägt hier seine Heimspiele aus. Die Stadionanlage bietet ca. 4.580 Plätze.

## Geschichte
Am 18. September 1921 konnte der VfB in sein neues Stadion am Ziegeleiweg einziehen. Damals umschloss eine Leichtathletikanlage den Aschenplatz. Am 24. Oktober 1949 füllte der Rekordbesuch von 7.500 Zuschauern das VfB-Stadion zum Spiel des VfB gegen die SG Planitz (0:3). Im Jahr darauf wurde der Aschenplatz durch natürliches Grün ersetzt. 1988 wurde der Zuschauerrang am Sportlerheim in ein Kleinfeldplatz mit künstlicher Beleuchtung umgestaltet. Dies verbesserte die Trainingsmöglichkeiten des Vereins deutlich.
Vier Jahre später erhielt das Kleinfeld einen Kunstrasenbelag. Ebenfalls 1992 fand auf der Westseite die Errichtung eines Zuschauerrangs mit Dach, sieben Sitzreihen und 750 Plätzen statt. Sie besteht aus einer Stahlkonstruktion mit Betonauflagen. Das Dach besteht aus Profilstahlblechen. Mittlerweile gehört auch eine Bewässerungsanlage zur Ausstattung des VfB-Stadions. 1993 bekamen die Gästefans auf der Gegengeraden einen Stehplatzrang, der damals noch aus einer Stahlkonstruktion bestand. Seit 1995 verfügt auch das Spielfeld im Stadion über eine Flutlichtanlage. Die 21 Scheinwerfer boten eine Beleuchtungsstärke von 174 Lux. Eine spätere Aufrüstung machte das Stadion mit 420 Lux tauglich für die Regionalliga. Nach der Einrichtung eines neuen Kassenhauses im Eingangsbereich und einer Toilettenanlage, kaufte der Verein anlässlich eines Pokalspiels gegen Dynamo Dresden ein Gelände an der Südtribüne. Dort wurde ein zweiter Zugang errichtet.
Nach einjähriger Bauzeit konnte im Frühjahr 2009 die Fertigstellung der rund 1,2 Millionen Euro teuren Südtribüne gefeiert werden. Sie bietet den Vorgaben des DFB entsprechende Sanitäranlagen. Des Weiteren verfügt sie über Sitzplätze, Büroräume und einen Aufenthaltsbereich. Im Sommer des Jahres konnte die V.I.P.-Lounge für Sponsoren und Geldgeber geöffnet werden. Nach dem ersten Spatenstich im September 2017 wurde am 1. Oktober 2018 am Stadion eine Kegelanlage für 1,2 Millionen Euro mit vier Bahnen eröffnet. Geplant waren Kosten von 750.000 Euro. Gefördert wurde der Bau durch die Maßnahme "Brücken in die Zukunft". Sie ist die neue Heimat des Sportkegelvereins Auerbach (SKV). Das neue Gebäude ist 35 Meter lang und zehn Meter breit. Es stehen ein Zuschauerbereich, Umkleide- und Sanitärräume sowie eine behindertengerechte Toilette bereit. Die Einrichtungen der Anlage können auch von den Besuchern des Stadions genutzt werden. Auf dem "Dach" der Bahn wurden 450 Sitzplätze montiert. Es handelt sich um Kunststoffsitze aus dem Erzgebirgsstadion, Heimat des FC Erzgebirge Aue, die vor dem Umbau ausgebaut wurden. Mit der Ergänzung stieg das Angebot an Sitzplätzen von 1700 auf 3500. Im April 2019 gab der Verein bekannt, dass das Stadion eine Videowand erhalten wird. Die gebrauchte Videoanzeigetafel stammt aus dem Stadion an der Gellertstraße, der Spielstätte des Chemnitzer FC. Neben dem Fußball könne sie auch für Sommernachtskino, Public Viewing oder Konzerte eingesetzt werden. Nach dem letzten Heimspiel des CFC wurde die Videoleinwand Ende Mai 2019 abmontiert.
Seit dem 11. Februar 2020 trägt das Stadion offiziell den Namen Arena zur Vogtlandweide. Dies wurde vor dem Freundschaftsspiel gegen den Drittligisten Chemnitzer FC (2:2) bekannt. Die Partie wurde vereinbart, um das nicht stattfindende Ligaheimspiel gegen den insolventen FC Rot-Weiß Erfurt finanziell zu kompensieren. Mit der Umbenennung möchte sich der Verein beim langjährigen Sponsor, dem Molkereiunternehmen Vogtlandmilch, für seine Treue bedanken. Auerbach mit seinen umliegenden Gemeinden ist ländlich geprägt. Darüber hinaus wollte der Club das Vogtland in den Namen integrieren.